# Epidendrum isthmi
Epidendrum isthmi är en orkidéart som beskrevs av Rudolf Schlechter. Epidendrum isthmi ingår i släktet Epidendrum och familjen orkidéer. Inga underarter finns listade i Catalogue of Life.